# Empremta genètica

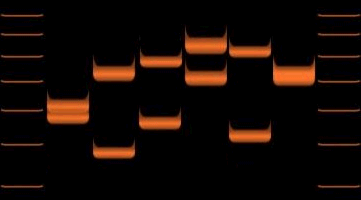
Variacions de la longitud de l'al·lel VNTR en sis individus.

L'empremta genètica (també anomenada prova d'ADN o anàlisi d'ADN) és una tècnica utilitzada per a distingir entre els individus d'una mateixa espècie utilitzant mostres del seu ADN. La seva invenció es deu el doctor Alec Jeffreys de la Universitat de Leicester L'any 1984 i va ser utilitzada per primera vegada en medicina forense per a condemnar Colin Pitchfork pels assassinats de Narborough (UK) el 1983 i 1986.
La tècnica es basa en el fet que dos éssers humans tenen una gran part de la seva seqüència d'ADN en comú i per a distingir a dos individus es pot explotar la repetició de seqüències altament variables anomenats minisatèl·lits. Dos éssers humans no relacionats serà poc probable que tinguin el mateix nombre de minisatèl·lits en un determinat locus. En el SSR/STR de perfils (que és distint d'empremta genètica) la reacció en cadena de polimerasa (PCR) s'utilitza per a obtenir suficient ADN per a després detectar el nombre de repeticions en diversos loci. És possible establir una selecció que és molt poc probable que hagi sorgit per casualitat, excepte en el cas de bessons idèntics, que tindran idèntics perfils genètics però no les empremtes dactilars.
L'empremta genètica s'utilitza en la Medicina forense, per a identificar els sospitosos amb mostres de sang, cabell, saliva o semen. També ha donat lloc a diverses exoneracions de condemnats. Igualment s'utilitza en aplicacions com la identificació de les restes humanes, proves de paternitat, la compatibilitat en la donació d'òrgans, l'estudi de les poblacions d'animals silvestres, i l'establiment de l'origen o la composició d'aliments. També s'ha utilitzat per a generar hipòtesis sobre les migracions dels éssers humans en la prehistòria.
Els minisatèl·lits mostren una major variació que la resta del genoma, ja que s'hi troben unes seqüències en diferent repetició i amb diferent grau de recombinació a causa de la inestabilitat del locus.

## Mostres de referència
Per a la identificació de l'ADN s'ha de realitzar una extracció d'ADN que pot procedir de substàncies com: 
- Articles personals (per exemple raspall de dents, màquina d'afaitar)
- Banc de mostres (com un banc d'esperma o la biòpsia d'un teixit)
- Parents de sang
- Restes humanes prèviament identificades.

Algunes mostres de referència són recol·lectades amb un hisop bucal.

## Tècniques d'identificació de l'empremta genètica
Aquestes variacions són detectables amb les següents tècniques:

### Anàlisis d'RFLP

Animació de l'ADN

L'anàlisi consisteix a fer un Southern Blotting (o "Southern blot" que és un mètode de biologia molecular que serveix per a verificar si una determinada seqüència d'ADN està o no present en una mostra d'ADN analitzada) i utilitzar sondes específiques per a detectar els VNTR (repeticions en tàndem de nombre variable).
En primer lloc l'ADN que es va a analitzar se separa d'altres materials. A continuació, ha de tallar-se en peces de diferents grandàries usant enzims de restricció, que són proteïnes que tallen l'ADN sense danyar les bases. les peces són classificades per grandària mitjançant electroforesi en gel. Les peces amb càrrega positiva se'n van a la part superior. L'ADN que té una lleugera càrrega negativa natural és atret cap al fons. Les peces més petites es mouen més ràpidament a través del gel, pel que serà encara més cap a la part inferior de les peces grans. Al separar les peces per grandària, els més alts es mantenen dalt i els més petits sota. Després per calor o solució alcalina, s'aplica gel amb la finalitat de desnaturalitzar l'ADN i se separa en fragments individuals. Una vegada realitzat això l'ADN estarà llest per a ser analitzats utilitzant una sonda radioactiva de reacció d'hibridació.
Per a fer la sonda radioactiva, es necessita la polimerasa de l'ADN. L'ADN que es va sotmetre a la radioactivitat es col·loca en un tub d'assaig. A continuació s'agrega la polimerasa en el tub. Es dissol i s'espera que comenci a funcionar. Com els pegats de polimerasa d'ADN trenquen l'ADN, els actuals són substituïts pels nous nucleòtids en el tub. Cada vegada que la mostra tingui una base guanina, la citosina serà posada en radioactivitat. En la repetició de l'ADN, la polimerasa també es torna radioactiva. Les peces radioactives estan llestes per a la seva utilització. Ara la sonda radioactiva pot ser usada per a crear una reacció d'hibridació. La hibridació succeeix quan dues seqüències genètiques s'uneixen a causa de l'hidrogen que es troba en els parells de les bases. Hi ha dos entre adenina o timina i tres de citosina o guanina. Per a realitzar la hibridació l'ADN ha d'estar desnaturalitzat.
L'ADN desnaturalitzat radioactiu i la sonda s'han de posar en una bossa de plàstic amb líquid salí i segellat fortament. La sonda s'adherirà a la desnaturalització d'ADN on sigui que es trobi de forma apropiada. La sonda i l'ADN no han d'encaixar de forma exacta. Aquest procés acaba fent un patró d'ADN de les empremtes digitals. Tota persona té un VNTRs que ha heretat d'un dels seus pares i els VNTRs són únics per a cada persona.

### Anàlisi perPCR
Consisteix a aplicar la tècnica de PCR per a amplificar regions específiques amb els encebadors adequats. Amb a la invenció de la reacció en cadena de polimerasa (PCR) la tecnologia genètica va tenir un important avanç en la capacitat de recuperació d'informació a partir de mostres molt petites. PCR consisteix en l'amplificació de regions específiques d'ADN usant temperatura i un enzim polimerasa termoestable juntament amb fluorescència etiquetada en una seqüència específica de l'ADN. Existeixen paquets comercials que utilitzen polimorfismes de nucleòtid únic (SNP) de discriminació disponible, aquests paquets d'ús de PCR usats per a amplificar regions específiques amb variacions conegudes i hibridació amb sondes d'ancorat en targetes, el que resulta en una taca de color corresponent a una ordre en particular.
Una de les principals queixes en contra de l'RFLP és que és lent i que requereix grans quantitats d'ADN per a ser útil. Això ha dut a mètodes basats en PCR que requereixen menors quantitats d'ADN que poden ser també més degradats que els utilitzats en anàlisis d'RFLP.

### AmpFLP
Es tracta d'una tècnica d'amplificació de regions polimòrfiques (amb molts polimorfismes %[6]), preferiblement el locus D1S80. Aquesta anàlisi pot ser automatitzada, i permet la fàcil creació d'arbres filogenètics basats en la comparança de les mostres individuals d'ADN.
Basat en el nombre variable de repetició en el tàndem (VTNR) per a distingir diversos polimorfismes al·lels, que són separats en un gel de poliacrilamida utilitzat en una escala al·lèlica (en oposició a un pes molecular). Les bandes es podrien visualitzar per tinció de gel de plata. Un lloc popular per a la presa d'empremtes dactilars és el locus D1S80. Igual que els mètodes basats en PCR, l'ADN degradat o en quantitats molt petites d'ADN pot causar al·lèlica d'abandó.
A causa del seu cost relativament baix i la facilitat per a la seva engegada i operació, AmpFLP segueix sent popular en els països amb pocs recursos.

### Anàlisi STR
Consisteix en l'amplificació de seqüències amb petites repeticions en tàndem que no es conserven dintre de l'espècie. Una vegada amplificades se separen els fragments per a comprovar el nombre de repeticions (mitjançant electroforesi capil·lar o en gel), de manera que es poden distingir patrons de repeticions que poden ser comparables i associables.
Aquest mètode utilitza regions altament polimòrfiques que tenen seqüències curtes repetides d'ADN (el més comú és de 4 bases repetides, però hi ha altres longituds en ús, incloent bases 3 i 5). Perquè diferents persones tenen diferents nombres d'unitats de repetició i aquestes regions de l'ADN es poden utilitzar per a diferenciar les persones. Aquests STR loci (llocs) són atacats amb primers específics de seqüència i s'amplifiquen mitjançant PCR. Els fragments d'ADN resultants, són detectats i separats mitjançant electroforesi. Existeixen dos mètodes de separació i detecció, l'electroforesi capil·lar (CE) i l'electroforesi en gel.
Els polimorfismes STR mostrats en cada regió són molt comuns, en general, cada polimorfisme és compartit per al voltant d'un 5 - 20% de les persones. Quan vam observar múltiples loci, és l'única combinació d'aquests polimorfismes d'un individu que fa que aquest mètode de discriminació sigui un instrument d'identificació. Les regions STR que es posen a prova en una persona es converteixen en una discriminació de la prova.
D'un país a un altre existeixen diferents sistemes STR en l'anàlisi d'ADN que estan en ús. En Amèrica del Nord els sistemes que amplifiquen el CODIS 13 loci nucli són gairebé universals, mentre que en el Regne Unit, el sistema d'SGM +, que és compatible amb la base de dades nacional d'ADN aquesta en ús. Qualsevol sistema que sigui utilitzat, moltes de les regions STR utilitzades en la prova són les mateixes. Aquests sistemes d'anàlisi d'ADN es basen en les reaccions multiplex, en els quals moltes regions STR se sotmetran a prova en el mateix temps.

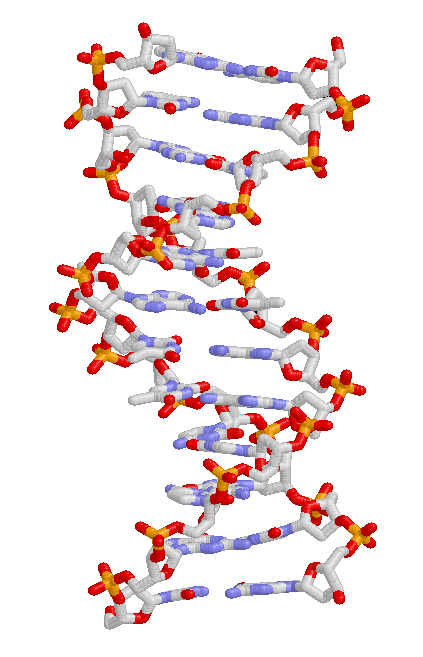
Estructura de l'ADN.

L'Electroforesi capil·lar (moviment mitjançant l'aplicació d'un camp elèctric), permet la injecció de fragments d'ADN en un tub de vidre prim (capil·lar) ple de polímers. L'ADN és extret a través del tub per l'aplicació d'un camp elèctric, la separació dels fragments ocorre de tal manera que els fragments més petits viatgen més ràpid a través dels capil·lars. Els fragments són detectats utilitzant colorants fluorescents que s'adjunten als primers utilitzats en l'PCR. Això permet que múltiples fragments amplificats s'executin de manera simultània, una mica conegut com a multiplexació. Després s'assignen talles utilitzant la grandària de l'ADN com normes d'etiquetatge que s'afegixen a cada mostra, i el nombre de repeticions es determinen comparant la grandària de l'escala al·lèlica, que conté una mostra de totes les grandàries comunes de les possible repeticions.
Electroforesi en gel és un dels actes que s'utilitza utilitzant principis similars coneguts com a "CE", però en lloc d'utilitzar un capil·lar, el gran gel de poliacrilamida s'utilitza per a separar els fragments d'ADN. S'aplica un camp elèctric, com en la CE, però en lloc de córrer totes les mostres per un detector, els fragments més petits s'executen prop de la part inferior del gel i tot el gel s'escaneja i es guarda en un ordinador. Això produeix una imatge que mostra tots els de les bandes corresponents a diferents grandàries i repeteix l'escala al·lèlica. Aquest mètode no requereix l'ús de les normes de grandària, ja que l'escala al·lèlica s'executa juntament amb les mostres i serveix per a aquest propòsit. La visualització pot ser a través de la utilització de tints marcats fluorescents en la tinció de plata o pel gel abans d'escanejar. A pesar que és rendible i pot ser de bastant alt rendiment, per a aplicar la tinció de plata ITS se suspèn. A més, molts laboratoris estan eliminant gradualment gels a favor de la CE, fent que el cost de les màquines es faci més manejable.
El veritable poder de l'anàlisi STR es troba en el poder estadístic de la discriminació. En els EUA, hi ha 13 centrals loci (llocs d'ADN) que s'utilitzen actualment per a la discriminació en el CODIS. Degut al fet que aquests llocs utilitzen una varietat de forma independent (amb un determinat nombre de repeticions en un locus no canvia la probabilitat de tenir qualsevol nombre de repeticions en qualsevol altre lloc), es pot aplicar el producte de la regla de probabilitats. Això significa que si algú té l'ADN de tipus ABC, en el qual els tres loci són independents, podem dir que la probabilitat que aquest tipus d'ADN és la probabilitat de tenir tipus A vegades, la probabilitat de tenir el tipus B vegades és la probabilitat de tenir el tipus de C. El mètode de major prevalença d'ADN de les empremtes dactilars utilitzats en l'actualitat està basat en la PCR i utilitza el tàndem (STR). Aquest mètode utilitza regions altament polimòrfiques que han repetit seqüències curtes d'ADN (el més comú és de 4 bases repetides, però hi ha altres longituds en ús, incloent bases 3 i 5). Perquè diferents persones tenen diferents nombres d'unitats de repetició, aquestes regions de l'ADN es poden utilitzar per a discriminar a les persones. Aquests STR loci (llocs) són atacats amb primers específics de seqüència i s'amplifiquen mitjançant PCR. Els fragments d'ADN que són els resultat detectats i separats mitjançant electroforesis. Existeixen dos mètodes de separació i detecció, l'electroforesi capil·lar (CE) i l'electroforesi en gel.

### Anàlisi del cromosoma Y
Innovacions recents han inclòs la creació de primers apuntant a regions polimòrfiques del cromosoma Y (Y-STR), que permeten la resolució d'una mostra d'ADN barrejat d'un home i una dona i/o casos en els quals l'extracció diferencial no és possible. Els cromosomes Y s'hereten dels pares, per tant l'anàlisi Y-STR pot ajudar a la identificació de mascles relacionat amb per part de pare.

### Anàlisi mitocondrial
S'utilitza en mostres molt degradades, ja que l'ADN mitocondrial posseeix més còpies que el nuclear. S'amplifiquen les regions HV1 i HV2 i es comparen sempre amb familiars per part materna, ja que els mitocondris són herència exclusiva de la mare. Els científics forenses amplien la regió HV1 i HV2 del ADNmt i després cada regió és seqüenciada en un únic nucleòtid i es comparen les diferències amb la referència.

## Aplicacions pràctiques de l'empremta genètica
- Ciència forense. Comparar sospitosos amb mostres de sang, cabell, saliva o semen
- Identificació de restes humanes per comparança amb mostres de familiars
- Proves de paternitat
- Estudiar la compatibilitat en donacions d'òrgans
- Estudis d'evolució de poblacions animals salvatges
- Estudi de la composició dels aliments
- Generació d'hipòtesi sobre les migracions humanes en la migració
- Identificació d'immigrants i persones indocumentades

## Exemples d'utilització de l'"empremta genètica"

Esquema d'un fragment d'ADN

El primer cas en què es va utilitzar aquesta tècnica va ser en un cas d'immigració al Regne Unit. Es tractava d'un noi originari de Ghana al que, en tornar d'un viatge al seu país, se li va negar la residència perquè la seva documentació semblava falsificada. Les proves d'ADN van demostrar amb un 99,997% de probabilitat, que era germà dels altres fills de la seva mare, de nacionalitat britànica, pel que va poder quedar-se en el Regne Unit.
Un altre cas, dels primers casos de repercussió internacional, va ser el de Josef Mengele, criminal de guerra nazi, en ser descobertes les seves suposades restes en 1985 en un cementiri brasiler. En 1988 es va comparar l'ADN extret d'un os de l'esquelet amb l'ADN de la sang de l'esposa i el fill de Mengele. La conclusió, amb un 99,94% de probabilitat va ser positiva per a la identificació de les restes trobats com els pertanyents a *Mengele.
L'acceptació de l'empremta genètica com mètode forense, en casos criminals, va trigar bastant més. La condemna d'una persona sobre aquesta base va ser considerada durant anys massa aventurada, malgrat que la seva comparança amb altres mètodes menys precisos, com la identificació visual, la beneficiava. No obstant això, el perfeccionament i la normalització del mètode han dut a la seva acceptació universal. En casos recents, s'ha exonerat a persones condemnades fins i tot a cadena perpètua i a la pena de mort en el seu moment, sobre la base del seu ADN. El primer cas va ser el del nord-americà Kirk Bloodsworth, condemnat a la pena de mort en 1985 per l'assassinat i violació d'una nena de nou anys. La revisió del cas es va produir en 1992 amb el resultat que Bloodsworth va quedar en llibertat en 1993.
Un dels casos més famosos d'aplicació de l'empremta genètica va ser l'Ovella Dolly, presentada en 1997 com el primer mamífer clonat d'una cèl·lula adulta. Aquesta afirmació no es va poder sostenir científicament fins que es va realitzar la comprovació que l'ADN era idèntic al de l'ovella donant. Va ser l'equip de Jeffreys qui va provar "més enllà de qualsevol dubte raonable que Dolly procedeix d'una cèl·lula del teixit mamari presa de l'ovella adulta donant", va explicar llavors Esther Signer, autora de l'anàlisi.
En determinats països aquest tipus de proves són voluntàries excepte en cas d'ordre judicial, ja que podrien utilitzar-se com a proves determinants en judicis si així ho cregués convenient el jutge d'un cas.

## Bases de dades d'ADN
La primera aplicació d'una base de dades d'ADN va ser la compilació de dades d'una concordança d'ADN mitocondrial, preparada per Kevin W. P. Miller i John L. Dawson a la Universitat de Cambridge de 1996 a 1998, a partir de dades recollides com a part de la tesi doctoral de Miller. El següent pas, va ser el donat per alguns països, entre ells la BDD CODIS als EUA i la UK National DNA Database (NDNAD) al Regne Unit, creant bases de dades amb els perfils genètics de molts dels seus habitants que els facilitaria la resolució de casos criminals al poder comparar els perfils.
En l'actualitat, Alec J. Jeffreys contínua estudiant la tècnica de l'empremta genètica realitzant recents estudis. Concretament, el 2006 es va publicar un treball on s'estudiava com un únic bri de DNA pot proporcionar informació de les recombinacions ectòpiques posant en manifest les diferents vies de recombinació meiòtica en el clúster de la α-globina i la seva relació amb la deriva de poblacions. I posteriorment, el 2007, es va publicar l'estudi de regions dels minisatèl·lits altament polimòrfics (VNRT's) en el flux genètic a través de l'evolució de ratolins.